# Hermonassa amurensis
Hermonassa amurensis là một loài bướm đêm trong họ Noctuidae.